# انتشار حيوي

انتشار بالريح لبذرة الطرخشقون.

يشير الانتشار الحيوي أو التشتت الحيوي إلى حركة الأفراد من الحيوانات والنباتات والفطريات والبكتيريا وغيرها، من موقع إنجابها إلى موقع تكاثرها، فضلاً عن الانتقال من موقع تكاثر إلى آخر. يستخدم الانتشار أيضاً لوصف حركة البكتيريا مثل البذور والجراثيم. من الناحية الفنية، يعرف الانتشار على أنه أي حركة لها القدرة على أن تؤدي إلى تدفق الجينات.

## الأنواع
بعض الكائنات الحية تتحرك طوال حياتها، ولكن البعض الآخر يتم تكييفها للتحرك أو نقلها في مراحل محددة ومحددة من دورات حياتها. ويسمى هذا عادة مرحلة انتشار دورة الحياة. وكثيراً ما تستند استراتيجيات دورات الحياة الكاملة للكائنات الحية إلى طبيعة وظروف مراحل التشتت والانتشار.
بشكل عام هناك نوعان أساسيان من الانتشار:

### انتشار مستقل الكثافة
وهو تطور الكائنات الحية للتكيف مع التشتت التي تستفيد من مختلف أشكال الطاقة الحركية التي تحدث بشكل طبيعي في البيئة. ويشار إلى ذلك على أنه كثافة مستقلة أو سلبي الانتشار ويعمل على العديد من مجموعات من الكائنات الحية (مثل بعض اللافقاريات والأسماك والحشرات والكائنات الحية الشجرية مثل النباتات) التي تعتمد على ناقلات الحيوان والرياح والجاذبية للانتشار.

### الانتشار القائم على الكثافة
تقوم الكثافة المعتمدة أو النشطة على العديد من الحيوانات إلى حد كبير على عوامل مثل حجم السكان المحليين، والمنافسة على الموارد، وجودة وحجم الموائل.
وبسبب الكثافة السكانية، قد يؤدي التشتت إلى تخفيف الضغط على الموارد في النظام الإيكولوجي، وقد تكون المنافسة على هذه الموارد عاملا اختياريا لآليات التشتت.
تفريق الكائنات الحية هو عملية حاسمة لفهم كل من العزلة الجغرافية في التطور من خلال تدفق الجينات وأنماط واسعة من التوزيعات الجغرافية الحالية.
وغالباً ما يتم التمييز بين تشتت الولادة حيث ينتقل الفرد بعيداً عن المكان الذي وُلِد فيه، وينتشر التشتت حيث يتحرك الفرد بعيداً عن موقع تكاثر واحد ليتكاثر في مكان آخر.

## الفوائد
هناك عدد من الفوائد للانتشار الحيوي مثل تحديد موقع موارد جديدة، والهروب من الظروف غير المواتية، وتجنب التنافس مع الأشقاء، وتجنب التكاثر مع الأفراد المرتبطين ارتباطاً وثيقاً والتي يمكن أن تؤدي إلى زواج الأقارب.